# Remington M11

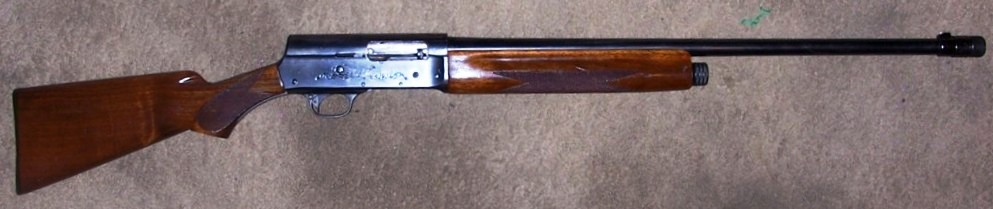
Le Remington M11 en version chasse.

Le Remington M11 est un fusil de chasse semi automatique produit par Remington Arms.

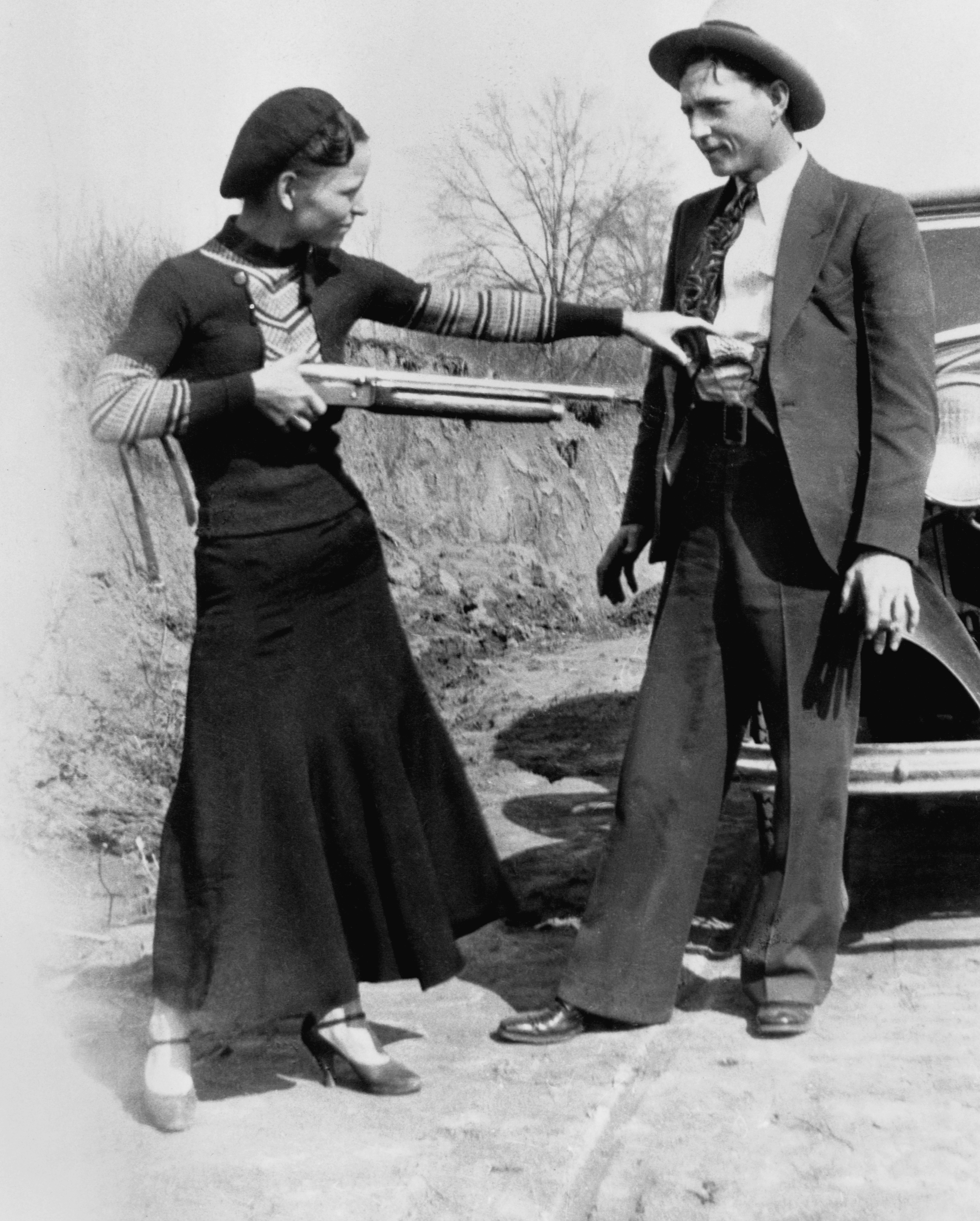
Bonnie Parker possédait un M11 très raccourci dans son arsenal.

 Il s'agit d'un FN/Browning Auto-5 fabriqué sous licence (et légèrement modifié par les ingénieurs de Remington) à 850 000 exemplaires de 1905 à 1947.

## Utilisation militaire
Les militaires américains en ont utilisé une version à canon court et tenon de baïonnette, appelé Trench Gun, durant la Première Guerre mondiale (achats de 3 500 M11). Il a été remis en service en nombre réduit dans l'armée de terre des États-Unis et le Corps des Marines des États-Unis durant la Seconde Guerre mondiale (65 000 M11), la guerre de Corée et enfin la guerre du Viêt Nam.

## Dans la rubrique criminelle et faits divers
Après les forces armées américaines, les clients les plus célèbres furent des truands tels Bonnie Parker et John Dillinger. Le chanteur grunge Kurt Cobain utilisa un M11 d'occasion pour se suicider.

## La Gamme
- 11 A : Arme et finition de base.
- 11 R : Riot Special vendus aux Police Departments et aux bureaux de quelques shérifs aux États-Unis.
- 11 P : Police Special : mêmes clients que le 11R
- 11 T : version sportive

## Données
Modèle chasse
- Fonctionnement : tir semi-automatique, long recul du canon
- Munition : Calibre 12/Calibre 16/Calibre 20
- Longueur totale : 1,10-1,30 m
- Canon : 65 cm, 70 cm, 80 cm
- Matériau de la carcasse : acier
- Masse du fusil vide : 3,9 kg
- Capacité : 4 cartouches + 1 dans la chambre

Modèle Police
- Fonctionnement : tir semi-automatique, long recul du canon
- Munition : Calibre 12
- Longueur totale : 0,96 m
- Canon : 46 cm
- Matériau de la carcasse : acier
- Masse du fusil vide : 3,5 kg (acier)
- Capacité : 4 cartouches + 1 dans la chambre

Modèle US Army
- Fonctionnement : tir semi-automatique, long recul du canon
- Munition : Calibre 12
- Longueur totale : 1,02 m
- Canon : 51 cm
- Matériau de la carcasse : acier
- Masse du fusil vide : 3,52 kg (acier)
- Capacité : 4 cartouches + 1 dans la chambre

## Dans la culture populaire
Depuis Thunder Road, le  fusil Remington model 11 (ou sa version belge : le Browning Auto-5) est utilisé au cinéma, dans les séries télévisées ou dans les jeux vidéo :
Films
- Opération Tonnerre
- O Brother, where art thou?
- Le Flingueur (version originale avec Charles Bronson)
- Magnum Force
- Le Juge Fayard dit le Shériff
- Cotton Club
- Un silencieux au bout du canon
- Œil pour œil   - arme utilisé par le Texas Ranger J. J. MacQuade, alias Chuck Norris
- Échec et Mort

Séries TV
- Shérif, fais-moi peur
- The Three Stooges
- Boardwalk Empire

Jeux vidéo
- Medal of Honor : Soleil levant et Medal of Honor : Batailles du Pacifique (effectivement le Remington "Model 11 Riot Gun" a connu un usage limité lors de la Guerre du Pacifique)
- Team Fortress 2
- Le Parrain 2
- Red Dead Redemption

## Sources
Cet article est issue de la consultation des ouvrages suivants :
- Shooter's Bible, Catalogue no 33, 1940 (réédition de 1990)
- L. Thompson, Combat Shotguns, Greenhill Books, 2002
- D. Long, Streetsweepers, Paladin Press, 1987